# Estearina
Estearina pode significar duas gorduras:
- o éster formado pelo ácido esteárico e o glicerol (triestearato de gliceril(a/o) ou triestearato de glicerina)
- uma mistura na qual este éster é um dos componentes, obtida da separação do óleo de palma em uma fração sólida (estearina) e outra líquida (oleína). O triesterato de glicerila é uma fração menor desta mistura [2].